# Rufete
‘Rufete’ ist eine bedeutsame autochthone Rotweinsorte aus Portugal.

## Verbreitung
Traditionelle Anbaugebiete sind das Douro-Tal, aber auch Gebiete in der Beira-Region (besonders bei  Castelo Rodrigo, Cova da Beira und Pinhel). Im  Jahr 2004 betrug die bestockte Rebfläche in Portugal ca. 5.500 Hektar. In Spanien wurden lediglich 690 Hektar hauptsächlich in der Region Castilla-Leon registriert.
Die weltweite Anbaufläche betrug 2010 4833 ha.

## Ampelografische Merkmale
Die Triebspitze ist grünweiß, wollig und karminrot umrandet. Das Blatt ist mittelgroß, drei- bis fünflappig, gebuchtet, wellig und ungleich gezahnt. Die Traube ist mittelgroß mit runden, schwarzblauen und bedufteten Beeren. Die Beeren haben eine feste Beerenhaut, sind sehr saftig und haben einen aromatischen Geschmack. Der Wuchs ist mittelstark.
Reife: früh

## Eigenschaften
Die früh reifende Sorte erbringt eher leichte, einfache und fruchtige Rotweine. Sie gehört zu den zugelassenen Sorten zum Ausbau von Portwein.

## Synonyme
‘Penamacor’, ‘Pennamaior’, ‘Pinot Aigret’, ‘Preto Rifete’, ‘Rifete’, ‘Riffete’, ‘Rofete’, ‘Rosete’, ‘Rosette’, ‘Ruceta’, ‘Rufeta’, ‘Rupeti Berra’, ‘Tinta Carvalha’, ‘Tinta Pinheira’